# シャルロッテ・フォン・ザクセン＝ヒルトブルクハウゼン
シャルロッテ・フォン・ザクセン＝ヒルトブルクハウゼン（ドイツ語：Charlotte von Sachsen-Hildburghausen, 1787年6月17日 - 1847年12月12日）は、パウル・フォン・ヴュルテンベルクの妃である。

## 生涯
シャルロッテはザクセン＝アルテンブルク公フリードリヒとシャルロッテ・ツー・メクレンブルク＝シュトレーリッツの第2子として生まれた。ロシア女帝エカチェリーナ2世が代母の一人となった。
妹テレーゼおよびルイーゼとともに、シャルロッテは非常に美しかったことで知られていた。詩人フリードリヒ・リュッケルトはシャルロッテら3姉妹に作品の一つ『Mit drei Moosrosen（3本のモスローズ）』を捧げている。

## 結婚と子女
1805年9月28日にパウル・フォン・ヴュルテンベルクと豪華な結婚式を挙げた。しかしこの結婚はうまくいかなかった。2人は口論が絶えず、パウルには多くの愛人がいたといわれる。しかし2人の間には5子が生まれた。
- シャルロッテ（1807年 - 1873年） - 1824年、ロシア大公ミハイル・パヴロヴィチと結婚、エレナ・パヴロヴナと改名した[1]。
- フリードリヒ（1808年 - 1870年）
- カール（1809年 - 1810年）
- パウリーネ（1810年 - 1856年） - 1829年、ナッサウ公ヴィルヘルムと結婚[2]
- アウグスト（1813年 - 1885年）

2人は5人目の子供の誕生後すぐに別居したが、離婚はヴュルテンベルク王に拒否された。シャルロッテはヒルトブルクハウゼンに移り住んだ。長女シャルロッテは頻繁に母シャルロッテのもとを訪れた。また、弟フリードリヒもシャルロッテのもとを頻繁に訪れた。
シャルロッテはバンベルクの王宮で死去し、ルートヴィヒスブルクのヴュルテンベルク家霊廟に埋葬された。
シャルロッテの死後まもなく、パウルは再婚した。シャルロッテはスウェーデン王妃ゾフィア・フォン・ナッサウの母方の祖母にあたる。